# Tinder
Tinder – mobilny portal randkowy korzystający z technologii lokalizacji. 

## Historia
Tinder został uruchomiony w sierpniu 2012 roku przez Joe Munoza, Seana Rada, Whitney Wolfe, Chrisa Gulczynskiego oraz Jonathana Badeena. Aplikacja początkowo działała na uczelniach, pierwszą była Southern Methodist University.
W listopadzie 2016 roku wydana została aktualizacja pozwalająca użytkownikom na terenie USA, Kanady oraz Wielkiej Brytanii zadeklarować swoją tożsamość płciową. Dodanych zostało 37 opcji do wyboru, w tym możliwość wpisania własnej.

## Funkcje
Tinder pozwala na wykorzystanie kont z Facebooka, Instagrama oraz Spotify w celu udostępnienia innym użytkownikom informacji takich jak zainteresowania, wspólni znajomi, zdjęcia czy też lubiane piosenki. Na podstawie lokalizacji ustala również położenie geograficzne. Aplikacja pozwala określić, w jakiej odległości oraz granicach wiekowych mają być wyszukiwani potencjalni kandydaci oraz jakiej mają być płci.
Dobieranie osób odbywa się poprzez przeglądanie przez użytkownika proponowanych profili ułożonych jeden po drugim i decydowanie o polubieniu lub odrzuceniu każdego z nich. W przypadku, gdy dwoje użytkowników wyrazi w ten sposób zainteresowanie sobą nawzajem, zostają oni dobrani w parę, po czym dana jest im możliwość prowadzenia czatu.
Dostępny jest jako aplikacja na systemy operacyjne iOS oraz Android, ponadto w wybranych krajach można z niego korzystać w przeglądarce internetowej.

### Płatne
Choć korzystanie z podstawowych funkcji Tindera jest darmowe, aplikacja oferuje płatne subskrypcje. Użytkownicy w zależności od wybranej oferty mogą uzyskać m.in. możliwość nielimitowanego przeglądania profili, wyświetlania się innym użytkownikom w pierwszej kolejności przez 30 minut, zmiany lokalizacji wyszukiwanych osób czy też ukrycia informacji o swoim wieku i odległości od innych.

## Statystyki
Według badań przeprowadzonych przez IRCenter w 2017 polscy użytkownicy portalu stanowili 3% populacji i byli to w 55% mężczyźni. 48% użytkowników stanowiły osoby w wieku 18–24 lata pochodzące z dużych i średnich miast. Przeważały osoby nie pozostające w związkach, jednak aż 40% to małżonkowie lub partnerzy. W badaniach określały się one jako osoby ambitne, nowoczesne i podążające za trendami. Przeciętny użytkownik logował się jedenaście razy dziennie, przy czym mężczyźni spędzali na stronach średnio ponad siedem minut dziennie, a kobiety ponad osiem minut dziennie. Tinder ujawnił, że z 1,6 miliarda tzw. swipe’nięć dziennie zaledwie 26 milionów skutkowało tzw. matchem, czyli możliwością wysłania wiadomości do drugiej osoby.
W 2020 roku Tinder miał 6,2 miliona subskrybentów oraz 75 milionów aktywnych użytkowników miesięcznie.

## Marketing
Przykłady kampanii marketingowych przeprowadzonych za pomocą Tindera:
- Amnesty International Australia przeprowadziła na Tinderze kampanię społeczną, która miała zwrócić uwagę na problem przymusowych małżeństw. Stworzono w tym celu profile, na których zamieszczono grafiki. Jedno z haseł na nich to: „Ty wybierasz swojego partnera. Wiele kobiet nie ma tego wyboru”.
- Aby pomóc zwierzakom jedna z nowojorskich organizacji za pomocą Tindera stworzyła w aplikacji profile psów ze schroniska. Po sparowaniu pies „zapraszał” użytkownika na randkę. Akcja miała na celu promocje zwierząt do adopcji.
- Warszawska Agencja reklamowa TBWA/ Tequila postanowiła użyć Tindera w procesie rekrutacji. Dwa fikcyjne profile (Tola Boska i Witek Ambaras) namierzały potencjalnych kandydatów (m.in. na podstawie zainteresowań) i zachęcały do wysłania CV.
- Piłkarze ŁKS Łódź wykorzystali święto kobiet 2016 r. składając poprzez Tindera życzenia dziewczynom i zapraszając je do uczestnictwa w najbliższym meczu[11].